# Ноћни играчи
„Ноћни играчи” је југословенски ТВ филм из 1990. године. Режирао га је Мирослав Живановић а сценарио су написали Младен Матићевић и Мирослав Живановић.

## Улоге
| Глумац             | Улога                  |
| ------------------ | ---------------------- |
| Миодраг Кривокапић | Павле Андрић           |
| Гордана Гаџић      | Наташа Андрић, супруга |